# 漕運通志
『漕運通志』（そううんつうし）は、中国の漕運の歴史についてまとめた明代の書物。楊宏が著作したものを、後に謝純が加筆して嘉靖4年（1525年）に刊行した。全10巻。
初め楊宏が「漕運志」の編纂を志して草稿を作成するが、満足の行くものではなかった。後に謝純がこれを受け継いで加筆や諸表の作成を行って刊行にこぎつけた。
漢より嘉靖年間までの漕運の歴史や実情についてを記述するとともに関連する史料の採録も行っている。「漕渠」（全2巻）・「漕職」・「漕卒」・「漕船」・「漕倉」・「漕数」についてそれぞれの巻きで触れた後に永楽2年（1404年）から嘉靖3年（1524年）までの漕運の実情について記した漕例、漢の元光元年（紀元前134年）から嘉靖4年（1525年）までの漕運に関する政治論争をまとめた「漕議」、そして各地に残された漕運関連の碑文を採録した「漕文」の9つのテーマについて論じている。明の漕運政策を知る上で貴重な史料である。